# Sorskönyv
A Sorskönyv ismeretterjesztő összegzés Eric Berne szemszögéből az emberi autonómiáról és annak határairól (ún. sorskönyvelmélet). A könyv két évvel a szerző halála után jelent meg tanítványai közreműködésével „Az emberi sors lélektana” alcímmel (The Psychology of Human Destiny). A legismertebb Berne-könyv, az Emberi játszmák folytatásának tekintik.

## A három énállapot
„A szerencsésebbek a való életben is saját mozijukat játsszák, s megtalálják az ehhez szükséges időt, teret és társakat, ám vannak, akiknek ez sohasem adatik meg. Könyvünk éppen erről próbál szólni: mi történik a személyiség falain kívül, a Nagybetűs Életben, s miféle tranzakcióktól függ, hogy belső kertünkben elszáradnak vagy teljes pompájukban nyílnak a virágok?
”

– idézet a könyvből

A tranzakcióanalízisnak megfelelően Berne abból indul ki, hogy az emberi személyiség hármas tagozódású. Így a viselkedését alapvetően az alábbi három tényező határozza meg:
- a „Szülői én”,
- a „Felnőtt én”,
- a „Gyermeki én”.

A szerző megfigyeléseiből azt a következtetést vonja le, hogy sok embernél a három énállapot közötti természetes „belső párbeszéd” egy előre meghatározott viselkedést eredményezhet, és a személyiséget egy elkerülhetetlen életcél felé sodorhatja, ami arra kényszeríti, hogy egy forgatókönyvnek, „sorskönyvnek” megfelelően éljen. 

### A Felnőtt én
Amikor az egyén tárgyilagosan megvizsgálja a problémákat és a valós lehetőségeket, múltbéli tapasztalatait összeveti a jelenlegi körülményeivel és eközben majdnem olyan precízen, és automatikusan működik, mint egy számítógép, ekkor érvényesül a Felnőtt énje (F).

### A Gyermeki én
A tranzakcióanalízis szerint mindenkiben él egy kislány/kisfiú, aki pontosan úgy cselekszik, beszél, reagál, gondolkodik és érez, mint az illető személy gyerekkorában. Ez az énállapot a Gyermeki (Gy).

### A Szülői én
A szülők, nevelők, a tanítók és hasonló szülőfigurák hatását egy külön énállapotban lehet összefoglalni. Ez akár a lelkiismeret formájában is képes kihatni a személy érzéseire és gondolataira – így a cselekedeteire is. Ez a Szülői én (Sz).

A három énállapot szemléltetéséhez „a személyiség strukturális diagramja” szolgál.

## Sors és autonómia

### A sorskönyvi mátrix
Mikor két ember kapcsolatba kerül egymással, a tranzakcióanalízis szerint mindkettejük három-három énállapota kihathat egymásra. Ezek a kölcsönhatások (tranzakciók) egyszerűsítve ábrázolhatók. Az énállapotokat nyilakkal és rövid magyarázatokkal kötik össze. Az így nyert kapcsolati diagramot akkor nevezik sorskönyvi mátrixnak, ha az ábra azokat a legmeghatározóbb gondolatokat tartalmazza, amelyek a személyiség életfelfogását és jellemző cselekedeteit a legerőteljesebben határozzák meg. 

#### A sorskönyv feltárása
A sorskönyvi befolyásoltság elsődlegesen a viselkedésbeli jegyek révén figyelhető meg. A látható jelek a testtartásban, gesztusokban, a modorosságban, az öltözködésben figyelhető meg. A legfontosabb hangjelek között található a hanglejtés, az énállapotok hangjai és a szókészlet. Berne nagy jelentőséget tulajdonít az ún. sorskönyvi nevetéseknek. 
- Akasztófanevetés: Olyan kommunikáció, amikor a személy fájdalmas dolgokról beszélve mosolyog vagy nevet. Pl: „Hogy én milyen balek vagyok!” Az illető személy beletörődik saját vereségébe, „nyeresége” tulajdonképpen az, hogy igazolva látja saját balekságával kapcsolatos hiedelmeit.
- Trikófelirat: Az egyén által nem verbálisan küldött mottó, amely tükrözi viselője attitűdjét, és úgy is működik, mint egy játszmára való felhívás. Számos trikófelirat elöl pozitív, hátul negatív állításokat tartalmaz. Pl. A szerelmeiben csalódott nő a következőket gondolja: „Te is lehetnél nekem az igazi!” és „De benned is csalódni fogok.”
- Zseton: Olyan érzés, amelyet az egyén nem ad ki azonnal magából, hanem elraktározza egy későbbi alkalomra, azzal a szándékkal, hogy beváltsa. Pl. A zsetont jelezheti az, ha egy veszekedés végén a társunkra csapjuk az ajtót; vagy ha egy idős néninek nem adják át a helyet a buszon, és ezért a fiatalokat kezdi el szidni.

#### A sorskönyvek típusai
- Nyertes: A személynek céljai vannak, amelyeket elér. A kudarc nem ejti kétségbe, és tanul belőle.
- Vesztes: Nem sikerülnek a céljai, részben azért, mert általában ő maga szabotálja el őket, és ezzel tönkreteszi a saját életét.
- Banális: Nem tűz maga elé célt, és épp ezért nincsenek látványos eredményei.

A sorskönyvek típusairól részletesebben l. még: sorskönyvelmélet.

### Autonómia asorskönyvelméletben
Berne könyve szerint kevesen néznek azzal szembe, hogy milyen valótlan álmok és téves eszmék vannak viselkedésükre kihatással. Kevesen vannak tudatában, hogy az emberi autonómia nem korlátlan, hanem a felnőtt döntéseket a két másik énállapot „megfertőzi” – illúzió és téveszme formában. 
A Sorskönyv szerint téveszme minden olyan elv, amelyet az egyén saját (Felnőtt) meggyőződésnek tekint, de amit valójában mégsem tulajdon megfigyeléseire alapoz, hanem kritika nélkül vett át mástól, és így az a Szülői énjébe épült be. Hasonlóan: egy olyan igaznak tartott vágyálom, ami korai hatásokon alapul (és a Gyermeki énállapot részévé vált), de nincs összhangban a valósággal - ez pedig az illúzió.
A sorskönyvelmélet értelmében tehát a személyiség autonómiája annál nagyobb, minél pontosabban látja az egyén, hogy mely gondolataira és érzéseire igaz, hogy nem a Felnőtt megtapasztalásainak része, hanem a Gyermeki vagy Szülői énállapotához tartoznak. A személyiség szabadsága addig tart, amíg a három területet (Sz, F, Gy) fel tudja ismerni és képes őket elkülöníteni. Berne szerint az egyén akkor lehet autonóm, ha: "...ha tudja, hogy mik a gyakorlati, Felnőtt dolgok, mit vett át másoktól, és melyek azok a késztetései, amelyek sem nem hasznosak, sem nem észszerűek, egyszerűen csak impulzusvezéreltek." 

### Az autonóm döntés tényezői
Hogy élete legfontosabb döntéseit az egyén önállóan hozhassa meg, ahhoz három feltétel szükséges:
Az Engedély ahhoz szükséges, hogy a személyiség eddigi saját káros szokásait, beidegződéseket felülvizsgálja és akár ezekkel szemben is dönthessen (Gyermeki énállapot megerősítése a Szülőivel szemben).A Védelemre szintén a Gyermeki énállapotnak van szüksége, hogy a személyiség újabb autonóm lépéseinek biztonságát a Szülői „bosszúja” ne veszélyeztethesse. Az Erő a sorskönyvelmélet szerint annak a feltétele, hogy a Gyermeki kitartson addig, míg az engedélyezett változás végbemegy, melynek eredményeként az új szemlélet „beépül” a  Felnőttibe.

„...[Aki] megpróbál kitörni sorskönyvének kalitkájából, hidegnek találhatja a 'kinti világot', és  mivel már nem játssza a régi játszmáit, elveszíti a régi barátait is, és újakat kell keresnie, s ez gyakran félelemmel tölti el.” ... Azonban „a Szülői hang ugyanúgy irányítja az embert, mint a hasbeszélő a bábuját. Ő irányítja a hangképző szerveket, és a ’bábu’ egyszer csak azon kapja magát, hogy valaki másnak a hangján beszél. A bábu nem más, mint a személyiség Gyermeki része. Ha a Felnőtt nem lép közbe, a Gyermeki teljesen elveszti saját akaratát. S ez az a pont, ahol működésbe lép a sorskönyv. A fenti jelenség gyógyszere, ha meghallgatjuk a Belső Hangot, majd a Felnőttünkre bízzuk a döntést, vajon engedelmeskedünk-e neki, vagy sem. Így ... uraivá válunk saját cselekedeteinknek.
”

– részletek a könyvből

Mivel Berne szerint a Gyermeki én a saját Szülőijét mágikus tulajdonságokkal ruházza fel, ezért az Engedélyt, Védelmet és Erőt általában nem fogadja el bárkitől. A Gyermeki attól a személytől várhatja el ezeket, aki - ha nem is feltétlenül mindenható, azonban - rendelkezik azzal a meggyőzőképességgel, ami a változáshoz vagy akár saját sorskönyve teljes elhagyásához szükséges.

## A Sorskönyv fő témái és terjedelme
- Bevezetés. A tranzakcióanalízis elvei (kb. 40 oldal)
- Szülői programozás (kb. 180 o.)
- Hogyan működik a sorskönyv? Sorskönyvtípusok (kb. 110 o.)
- Sorskönyv a klinikai gyakorlatban (110 o.)
- A sorskönyvelmélet tudományos megközelítései (kb. 60 o.)
- Függelék. Fogalmi szótár (kb. 10 o.)

## Végül egy példa
Trudi meg akart szabadulni közlekedési képtelenségétől, hiszen kíséret nélkül egyáltalán nem mert az utcán közlekedni. Kiderült, hogy Rózsabimbó-szkriptje van. Mindig otthon ült, hogy hátha jön valaki, akinek a segítségére van szüksége, de őt magát nem segítette senki. Gyámoltalan kislány volt. 
- Életpozíciója: „OK vagyok”, ha mindig mindenkin segítek.
- Előírásai: Légy erős! és Szerezz örömet!
- Trikófeliratai: elöl – Majd én segítek; hátul – A végén mindig egyedül maradok.
- Játszmái: „Hadd segítsek!” – „Szegény én!”
- Antitézis: Hagyd abba, hogy jó kislány vagy, aki mindig másokon segít.
- Engedély: Törődhetsz a saját dolgoddal.

## Szakirodalom
- Játszmák nélkül. Szerk: Járó Katalin.
- Joines - Stewart: A TA-ma.
- Eric Berne: Sorskönyv

## Külső hivatkozások
- Összefoglaló a tranzakcióanalízisről Archiválva 2010. november 26-i dátummal a Wayback Machine-ben Birtalan Balázs honlapján
- Sorskönyv nélkül blog